# Perinbaba a dva světy
Perinbaba a dva světy je slovensko-český pohádkový film režiséra Juraje Jakubiska, pokračování vánoční pohádky Perinbaba z roku 1985. Film měl na Slovensku premiéru 7. prosince 2023. Pohádka je natočena s využitím mnoha digitálních a počítačových technologií.

## Děj
Lukáš se vydal do světa hledat štěstí a radost. Jeho kmotra, nebeská bytost Perinbaba, na něj myslí. Do pohádkové země nadbytku, kam ho Perinbaba zavede, dorazí Lukáš pozdě. Královské město je náhle prokleté. Zázračný a kouzelný beran zmizel, tam, kde na stromech rostly koláče, vládne nevědomost, strach a obavy. Nebojácný a odvážný Lukáš přísahá, že tuto kletbu zničí. Nakonec se však musí rozhodnout, co je jeho srdci bližší: bohatství, nebo láska?

## Obsazení
- Lukáš Frlajs – Lukáš
- Valéria Frištik – Lucia
- Giulietta Masina – Perinbaba (ve filmu měla digitální podobu)
- Ivan Romančík – král
- René Štúr – bojovník
- Daniel Nekonečný – potulný kouzelník a komediant, principál
- Ľubomír Paulovič – kníže
- Andrea Verešová – kněžna
- Otmar Brancuzský – soudce
- Darija Pavlovičová – zubatá mladá
- Albín Medúz – zubatá stará
- Valerie Kaplanová – zubatá stará
- Sabina Skalická – mladá smrt
- Klára Cibulová – Červenovláska
- Petra Vančíková-Kolevská – Alžbetka, matka Lukáše
- Ľudmila Swanová –
- Lívia Bielovič –
- Václav Upír Krejčí –
- Katarína Hlinková –
- Valerie Zawadská – vdova po starostovi
- Ľuba Lomnická – perníkářka
- Matúš Kvietik – ženich
- Zlatica Schörfelldová –
- Sergej Sanža – surovec

## Fakta a zajímavosti
- Režisér filmu Juraj Jakubisko se premiéry nedožil, zemřel více než devět měsíců před uvedením filmu. Premiéra filmu byla několikrát odložena kvůli pandemii covidu-19.
- Natáčení probíhalo na východním Slovensku, v Přerově, Kežmarku, Gelnici, Podbielu Dobšinské a Demänovské jeskyni a ve filmových ateliérech.
- Natáčení začalo v únoru 2017 a trvalo dva roky. Podílelo se na něm téměř 100 členů štábu a vedle hlavních postav také něco přes 300 komparzistů.[1]
- Pohádka byla podle distribuční společnosti Bontonfilm nasazena do rekordních 101 kin.[2]
- Na pokračování legendární Perinbaby se pracovalo 10 let.[3]
- V prvním týdnu vidělo film na Slovensku 52 670 diváků.[4]